# Cob normand
Vous lisez un « article de qualité » labellisé en 2012.  Il fait partie d'un « thème de qualité ».
Le Cob normand est une race de chevaux carrossiers « à deux fins », originaire de Normandie. Il provient du carrossier normand du XIXe siècle, un cheval de traction légère croisé avec le Trotteur Norfolk puis avec le Pur-sang. Il émerge en tant que race au début du XXe siècle, et connaît une courte sélection pour les travaux agricoles, avant de participer à la formation du Selle français, race nationale destinée aux sports équestres. Son registre généalogique, créé en 1950, est remanié plusieurs fois. Le Cob normand échappe à l'alourdissement général des chevaux de trait français destinés à la boucherie grâce à son rôle de reproducteur pour le Selle français, en croisement avec le Pur-sang.
La race est désormais gérée par le Syndicat national des éleveurs et utilisateurs de chevaux cob normand (SNEUCCN), qui cherche à fixer ses caractéristiques originelles et retient trois sélections, pour la selle, l'attelage, ou la production de viande. De taille moyenne, le Cob normand est un cheval étoffé, harmonieux et équilibré, compact sans être lourd, de robe baie, alezane ou bai-brun, souvent marqué de blanc.
Principalement répandu dans la région du haras national de Saint-Lô, qui s'investit en sa faveur, son effectif est relativement stable. La qualité de ses allures, et son tempérament courageux et vif en font un excellent cheval d'attelage, plusieurs fois primé dans cette discipline. Il est aussi très agréable sous la selle, et s'adapte à la plupart des disciplines équestres.

## Histoire
Ce cheval provient d'une région réputée pour son élevage équin. La Normandie, grâce à la qualité de son sol et de ses herbages, mais aussi à  l'expérience acquise par ses éleveurs, est à l'origine de races qui sont des fleurons de l'élevage français, comme le Percheron et le Trotteur français. Le Cob normand est beaucoup moins connu du public, bien qu'il soit populaire dans sa région d'origine. Il tient son nom de « cob » par analogie avec ses cousins anglais et irlandais auxquels il ressemble beaucoup, le qualificatif de « normand » faisant référence à ses origines,.
Rattaché aux races de chevaux de trait « par défaut », le Cob normand est un cas « à part », dans la mesure où son histoire est différente de celle des autres races de trait françaises : il est le seul à être entré en croisement pour faire naître des chevaux de sport, et de ce fait à n'avoir pas subi d'alourdissement excessif pour la boucherie.

### Origine: le carrossier normand

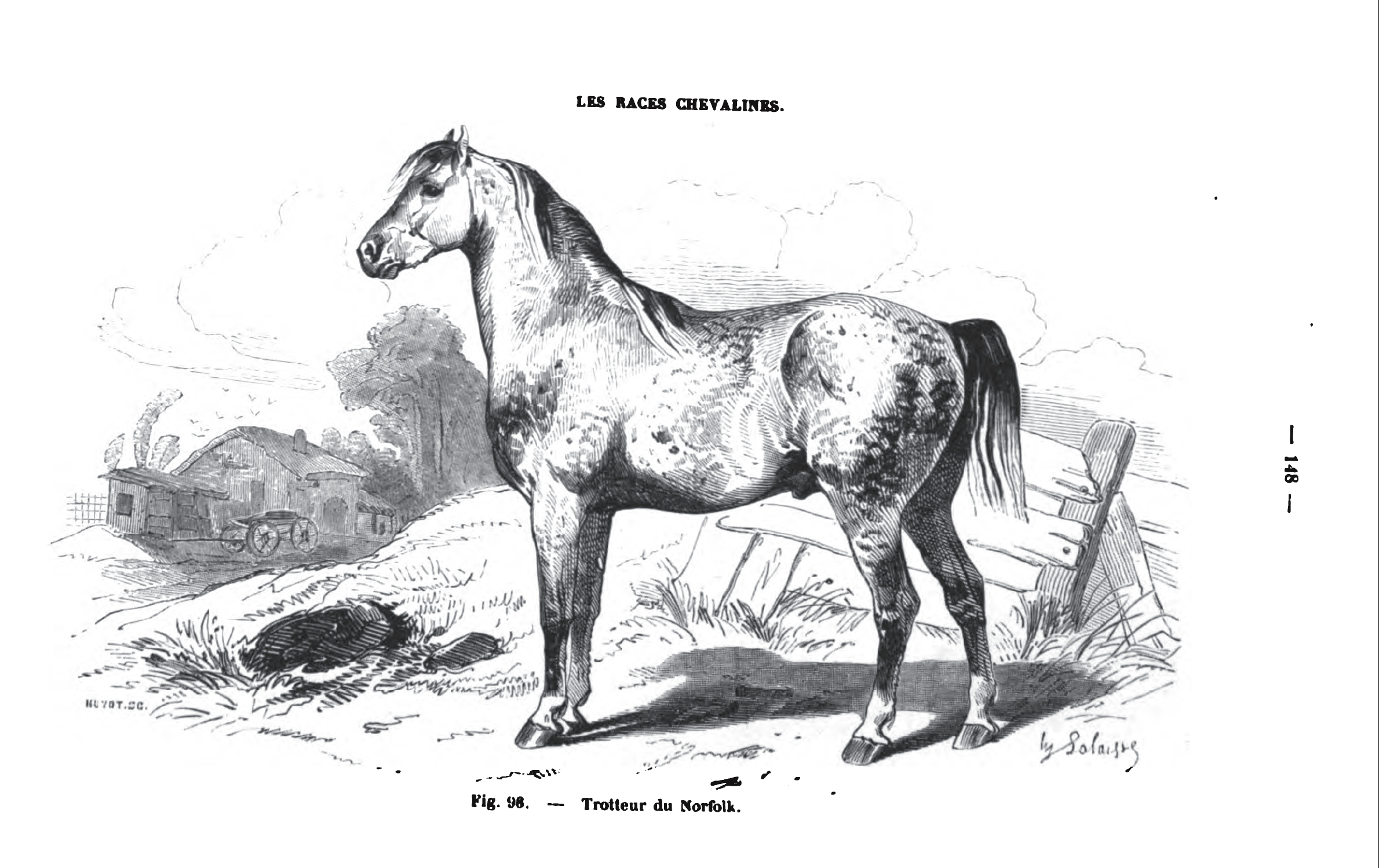
Le trotteur Norfolk, ancienne race britannique, a eu une grande influence sur le Carrossier normand.

Durant l'Antiquité, la Bretagne et la Normandie ont de petits chevaux de type « bidet ». Les Romains ont vraisemblablement croisé ces chevaux avec des juments plus lourdes. Dès le Xe siècle, la qualité des « chevaux normands » suscite la convoitise dans toute l'Europe. Au XVIe siècle, la Normandie héberge de petits bidets lourds et résistants, aptes à tracter sur de longues distances et à servir de diligenciers ou de chevaux d'artillerie. Des croisements ont lieu avec le Barbe et l'Arabe à l'époque de Louis XIV,,.
Le Cob normand est directement issu de cette ancienne souche autochtone, nommée « Carrossier normand », elle-même influencée par différents croisements avec, notamment, des chevaux de Mecklembourg, dont elle hérite d'une grosse tête au profil busqué, mais aussi des chevaux guèldres et danois.
Le modèle a tendance à s'affiner vers 1840, à la suite des croisements avec le trotteur Norfolk, importé de Grande-Bretagne. Les Carrossiers normands héritent de meilleures allures, de davantage de sang, d'énergie, d'élégance et d'une conformation bien charpentée.

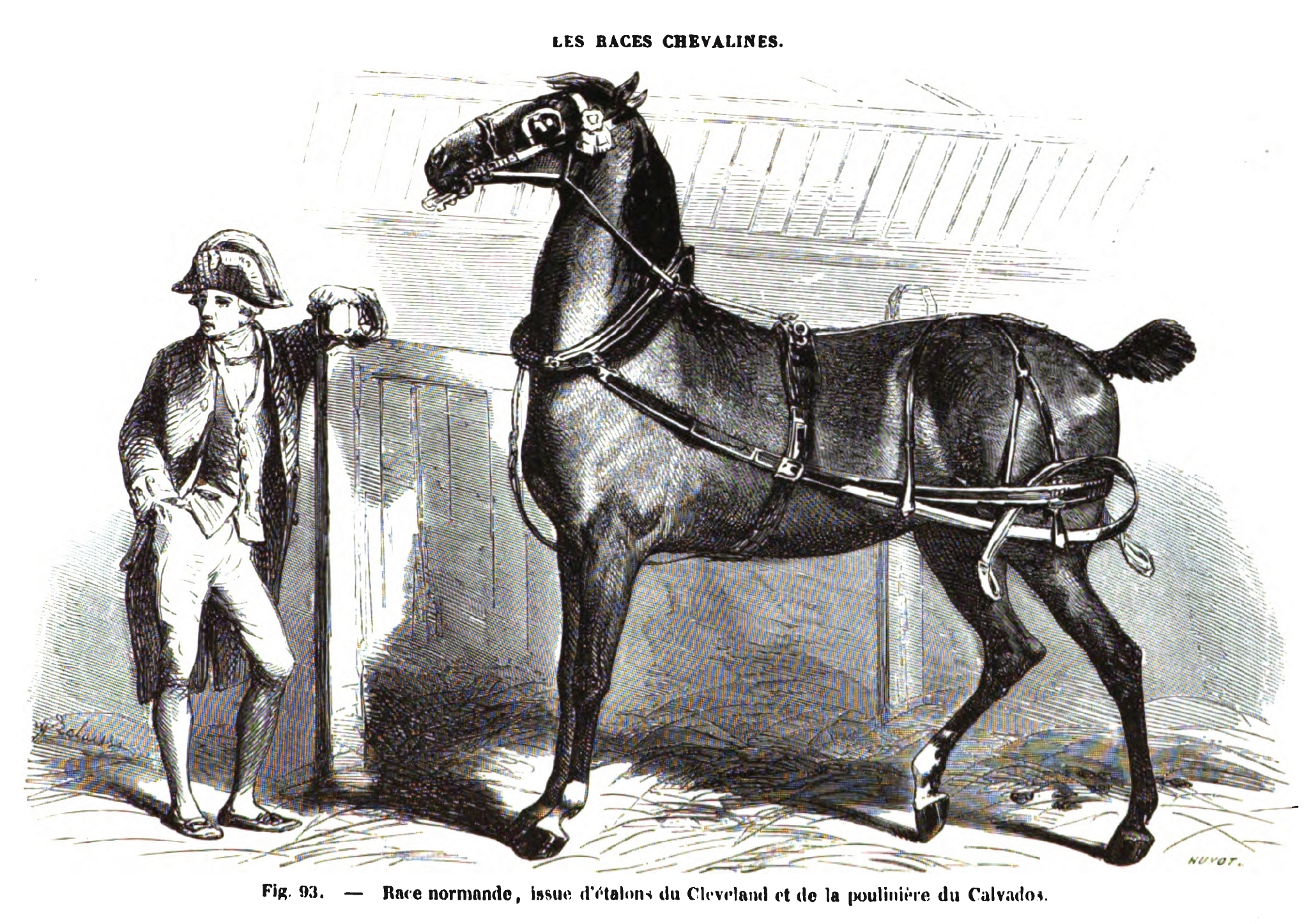
Carrossier normand, d'après une gravure publiée en 1861.

Le haras national de Saint-Lô, fondé en 1806 par Napoléon Ier, devient avec le haras du Pin l'un de ses principaux centres de production. Les chevaux demi-sang qui y naissent, c'est-à-dire issus d'un croisement entre une souche autochtone locale et un Pur-sang, sont divisés en deux groupes : les chevaux de cavalerie, plus légers, et les chevaux de traction, qui sont caudectomisés, nommés « cobs » par analogie avec les chevaux britanniques d'attelage, et destinés au travail dans la région. Il n'existe alors pas d'organisation de race ni de registre d'élevage : un élevage sélectif est pratiqué à partir des étalons du Pin et de Saint-Lô selon les besoins, et les éleveurs testent les capacités des jeunes chevaux ainsi produits.

### Naissance de la race
Au début du XXe siècle, alors que le Carrossier normand est considéré, par certains, comme l'un des meilleurs chevaux d'attelage qui soient, l'arrivée de l'automobile coïncide avec une distinction qui s'opère entre le cheval d'attelage léger et rapide désormais élevé pour le sport, qui devient le Trotteur français, le cheval de selle militaire nommé le « Demi-sang de type selle » ou « Anglo-normand », et le modèle plus lourd réorienté vers les travaux agricoles, devenu le « Cob normand ». Il commence à réellement émerger en tant que race. En 1912, le cheptel équin atteint son apogée sur le territoire français, 422 étalons, cobs et trotteurs principalement, sont stationnés à Saint-Lô. Alors que les chevaux carrossiers, dont le cob normand, disparaissent dans les années 1920, une réflexion sur l'orientation de l'élevage devient nécessaire. Les modèles les plus lourds sont employés aux travaux agricoles, les plus légers sont à l'origine des « demi-sangs normands » qui donnent le Selle français, race nationale destinée aux sports équestres.

### Conséquences de la motorisation

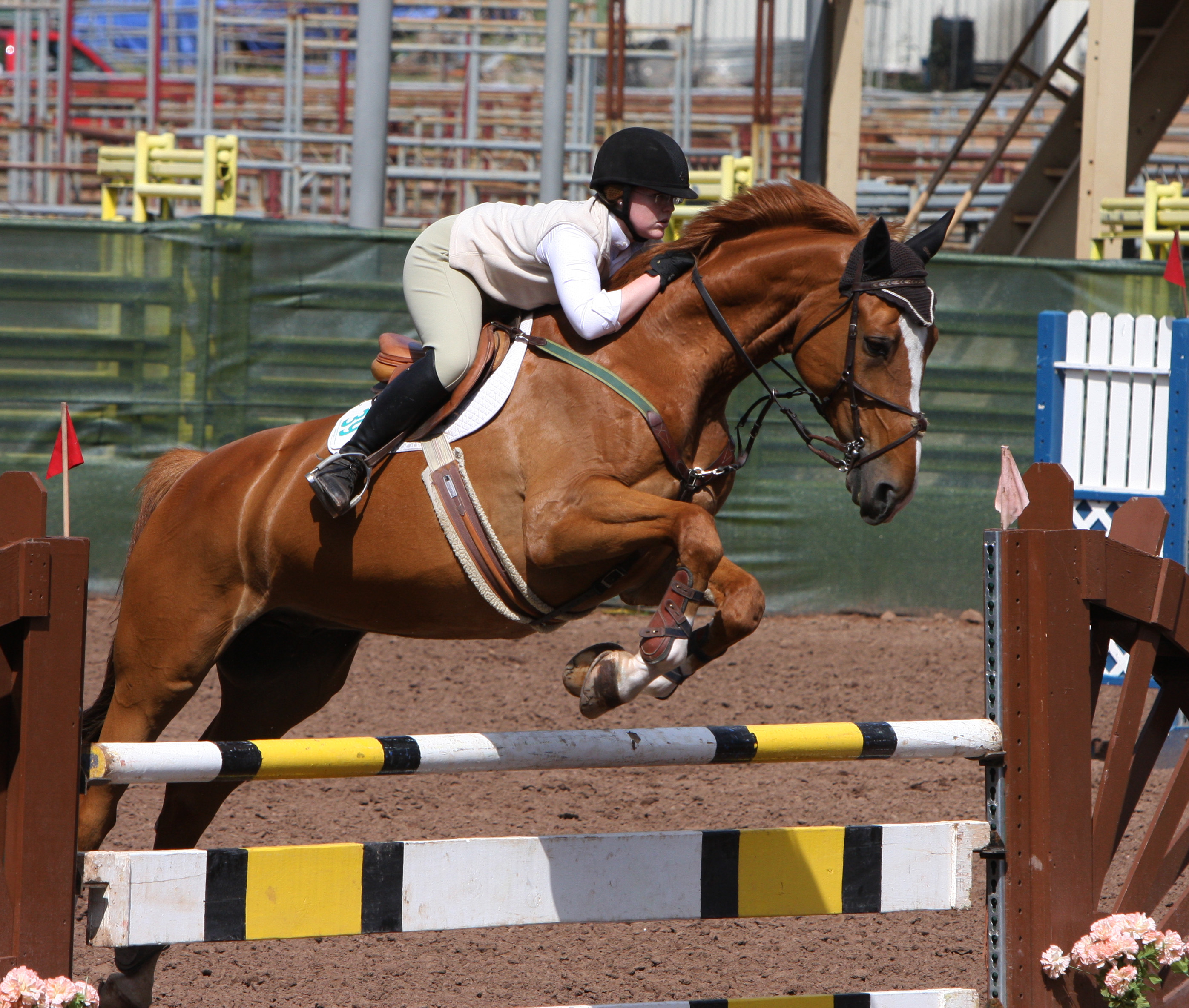
Les souches normandes du Selle français sont issues de croisements entre le cob normand et le Pur Sang.

Dans la région de Saint-Lô et celle du Cotentin, où le Cob normand est très répandu, les travaux agricoles font les beaux jours de la race jusqu'aux années 1950. Même sous l'occupation, sa population augmente. Le Percheron, pourtant mondialement reconnu comme « le cheval de trait normand », ne parvient pas à le détrôner dans son berceau d'élevage. En 1945, la centaine d'étalons cobs compte pour 40 % des étalons de la circonscription. En 1950, le registre généalogique de la race est créé.
L'arrivée de la motorisation agricole menace le Cob normand, comme toutes les races de trait françaises, en lui laissant comme seul débouché un alourdissement général en vue de réorienter son élevage vers la production de viande. La race évite ce sort grâce à monsieur de Laurens de Saint-Martin, qui dirige le haras de Saint-Lô en 1944 et développe le  Selle français. La possibilité d'utiliser un étalon Pur-sang en croisement avec une jument Cob pour produire du Selle français permet une réorientation de l'élevage. Si les effectifs ont tout de même décru jusqu'en 1995, le Cob normand n'a pas subi de détérioration excessive de son modèle puisque pour produire du Selle français, il ne doit pas s'alourdir et conserver les allures, les aplombs et les tissus qui lui sont caractéristiques,. C'est pourquoi certains Selles français issus de lignées normandes peuvent rappeler le Cob par leur physionomie.
Le Cob normand moderne est néanmoins plus compact et plus lourd que les modèles du début du XXe siècle, car les chevaux plus légers ont été absorbés par le Selle français. En 1976, le haras national de Saint-Lô compte 186 étalons, dont 60 sont des cobs normands. Le registre généalogique est restructuré la même année, et placé dans la catégorie des races de chevaux de trait.

### Depuis les années 1980

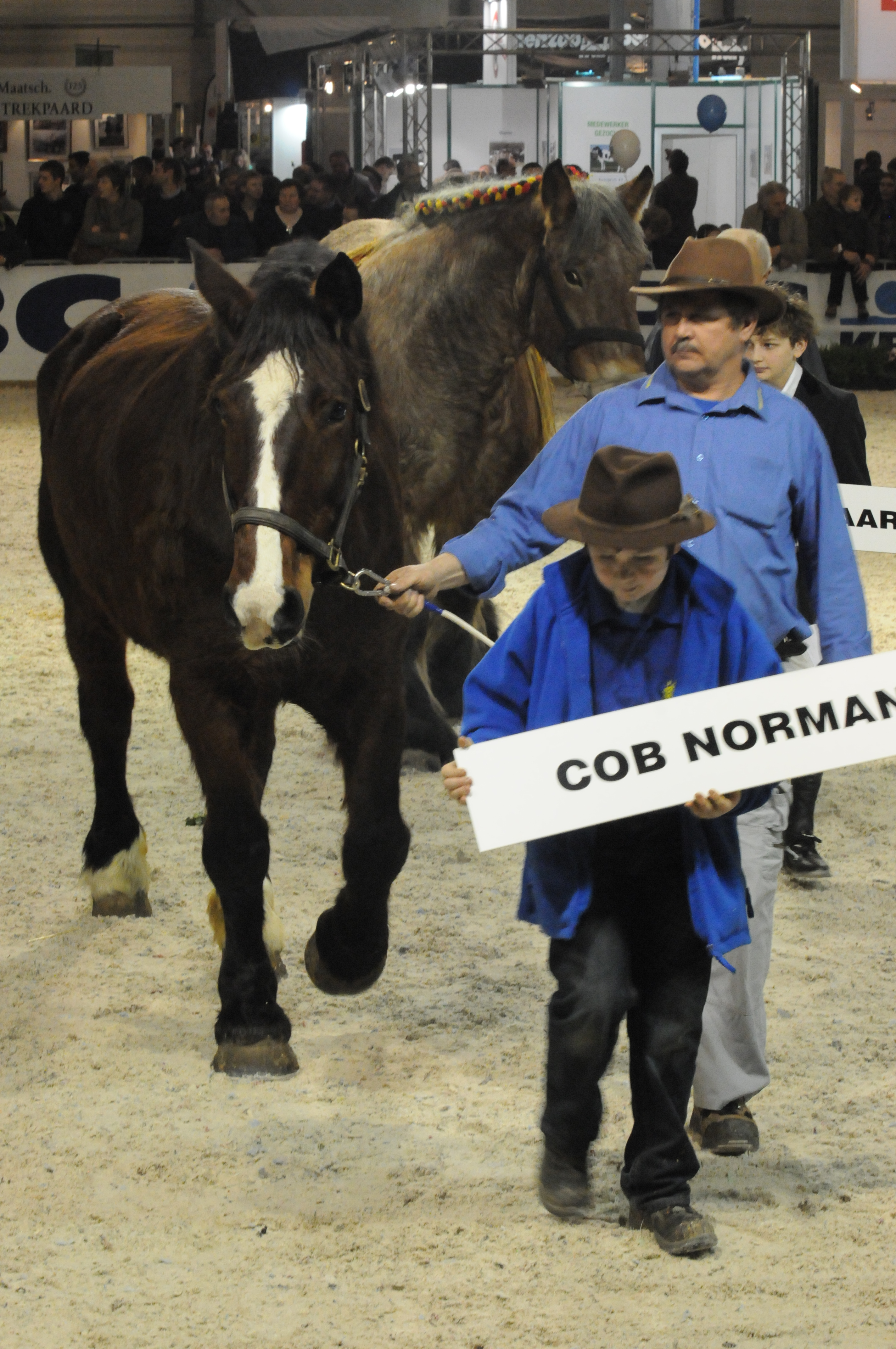
Cob normand présenté sur une foire agricole.

La réorganisation du registre d'élevage aide à réinsérer le Cob normand, mais aussi à prendre conscience du risque de disparition de la race.
Dans les années 1980, l'INRA et l'Institut national agronomique effectuent différentes analyses démographiques et génétiques sur les populations de chevaux de trait, toutes menacées. En 1982, les chercheurs en concluent que le cob normand est victime de consanguinité, de dérive génétique et de la disparition de ses structures de coordination. L'âge avancé de ses éleveurs rend sa situation précaire. Un tournant s'annonce avec la réorientation de la race vers l'attelage et les loisirs, puisque l'année 1982 voit la réorganisation de son syndicat. Dix ans plus tard, un nouveau registre d'élevage est créé, ainsi qu'une nouvelle sélection visant à conserver la qualité de ses allures.
En 1994, la Basse-Normandie recèle 2 000 chevaux de trait Percherons ou Cobs, et fait naître 600 poulains de ces deux races chaque année, dont la moitié des Cobs normands produits dans le pays. La même année, la race prend officiellement le nom de Cob normand, au lieu de « cob ». Le Cob normand fait partie des races de chevaux dont les éleveurs peuvent bénéficier de la « Prime aux races menacées d'abandon » (PRME), mise en place en France en 1997, d'un montant de 100 à 150 € en 2004.
Désormais, la race est gérée par le Syndicat national des éleveurs et utilisateurs de chevaux Cob normand (SNEUCCN), basé à Tessy-sur-Vire, qui a pour but le maintien, la défense et la promotion de la race sur tout le territoire français, principalement en Basse-Normandie, son berceau, ainsi qu'en Vendée, en Haute-Normandie et en Anjou.

## Description
Le Cob normand est un cheval de taille moyenne, comprise entre 1,58 m et 1,71 m. Il pèse de 550 kg à 900 kg. Cette grande amplitude de poids s'explique par l'existence de différentes sélections au sein de la race.
Élégant et plus proche du type « demi-sang » que des chevaux de trait habituels,, dont il ne possède ni les formes physiques ramassées, ni le squelette, il est bien membré, harmonieux et équilibré, compact mais sans lourdeur,, rappelant un cheval de sang en plus étoffé, avec une peau fine. Son profil est inscriptible dans un carré, grâce à son dos assez court. Il a hérité de sa sélection historique un trot vif, soutenu et délié, propre aux chevaux de trait légers, et de larges foulées.

### Standard morphologique

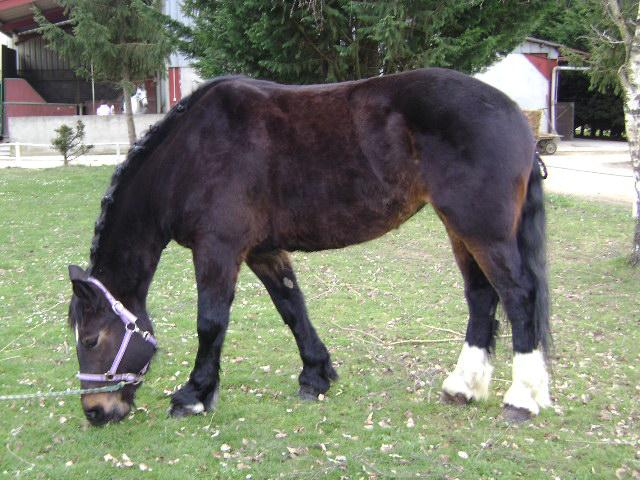
La jument cob normand Olympe de fontaine, au modèle.

#### Tête

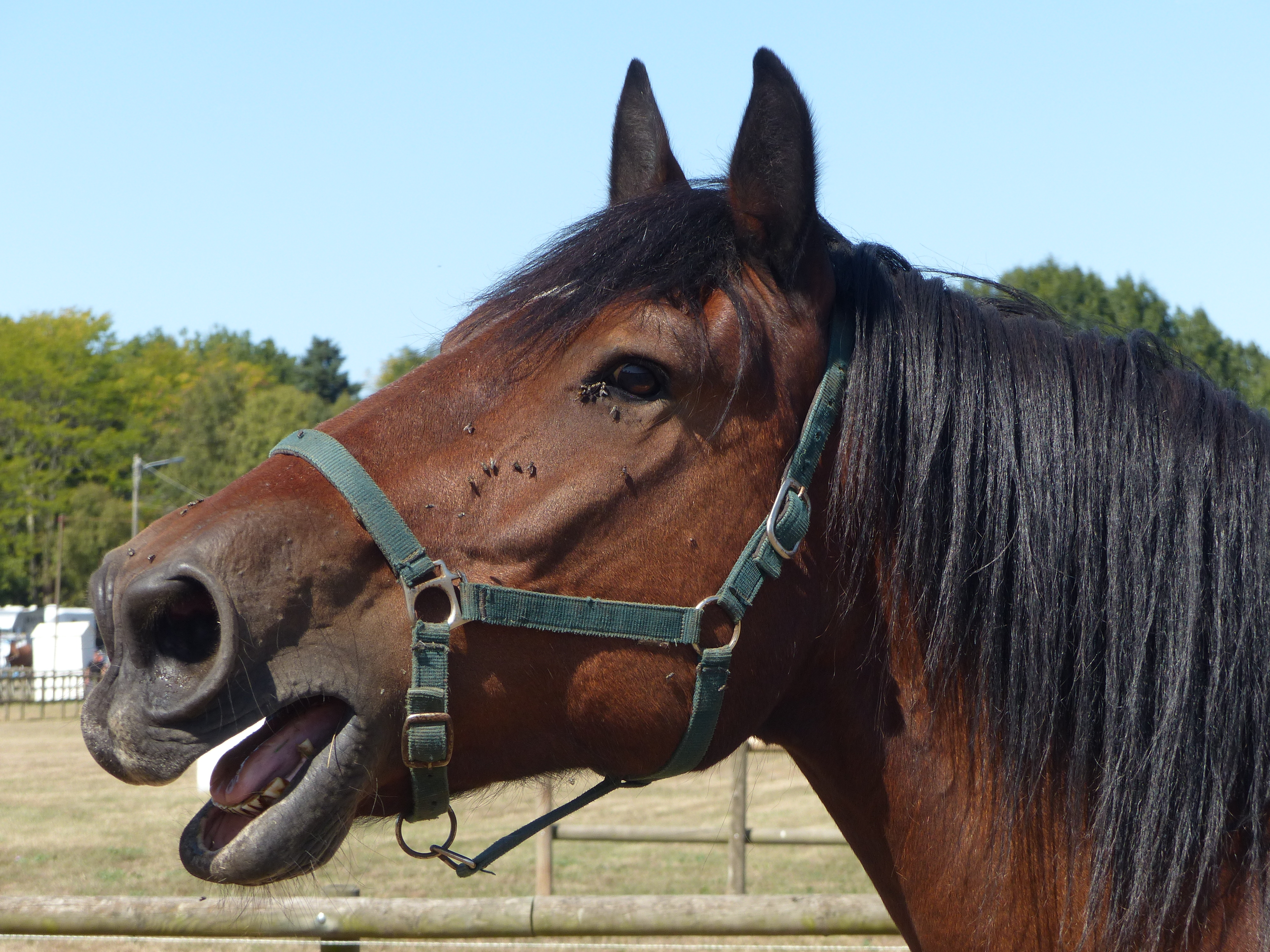
Cob normand hennissant.

Il possède une tête sensible et bien proportionnée, à l'aspect parfois « moutonné » mais distingué, rappelant celle du Selle français. Son œil est vif, ses naseaux bien ouverts, son chanfrein droit ou busqué, et ses oreilles bien plantées et de petite taille,.

#### Avant-main, corps et arrière-main
Son encolure est épaisse, assez musclée, bien orientée, de longueur courte à moyenne, et très courbée,. Sa crinière est parfois rasée. Ses épaules sont larges et obliques, correctement inclinées et bien attachées, sa poitrine est profonde et son garrot bien sorti. Son corps est compact et trapu, avec un dos droit, court et fort, et des côtes rondes,,. L'arrière-main est puissante mais pas autant que celle des races de trait lourd, le rein est droit et bien soutenu, les hanches sont larges et la croupe, double et musclée, un peu avalée. La queue est longue,.

#### Membres
Ses membres ne doivent présenter ni lourdeur excessive ni tare d'aplomb, ils sont courts et secs, très musclés et forts, dotés de canons et de paturons épais, mais d'aspect moins massifs que ceux d'un cheval de trait. Les pieds, ronds et larges, ont une corne solide. Selon certains auteurs, ce cheval ne possède pratiquement pas de fanons, mais d'autres les évoquent relativement abondants : ils le sont globalement moins que chez le cheval de trait.

### Robe
Les robes admises sont l'alezan et le bai dans toutes leurs nuances, ainsi que le noir pangaré, souvent avec des marques blanches. Le bai marqué de blanc est la robe la plus recherchée.

### Caractère et entretien
Malgré une forte personnalité, c'est un cheval généreux qui ne rechigne pas à la tâche. Ses ancêtres de race Pur-sang lui ont apporté « du sang » et donc de l'énergie et de la souplesse,, mais aussi de la précocité : le Cob normand peut être mis au travail dès deux ans. Son espérance de vie est de 22 à 25 ans
Calme et dynamique, vif et de caractère agréable, il est volontaire. Il peut porter un cavalier toute une journée, sans présenter de signe de fatigue. Relativement rustique, il peut vivre à l'extérieur et supporter les variations du climat.

### Sélection et santé
Le Cob normand est sélectionné sur trois aptitudes : sous la selle, à l'attelage, ou pour la production de viande. L'élevage est soumis à des règles précises. L’inscription au registre généalogique est automatique si le cheval a sept ascendants sur huit de sang Cob normand,. Les étalons ne peuvent effectuer plus de 70 saillies par an en race pure, et si l'insémination artificielle et le transfert d'embryon sont autorisés chez la race, le clonage est interdit.
L'orientation générale est la production de chevaux avec de vraies qualités d’allures et d’aplombs recherchées pour l’attelage, et ceci, tout en demeurant l’une des neuf races de trait françaises. Les présentations d'agrément et d'achat des étalons se font dans ce sens puisque, à la présentation en main, s'ajoute désormais systématiquement une présentation attelée sur une reprise de dressage,. Depuis 1996, le circuit de la SHF est effectué par de jeunes étalons de race Cob normand, et ce, jusqu’aux finales nationales.
Le Cob normand est touché par la myopathie à stockage de polysaccharides, une maladie génétique dominante provoquant une dégradation des muscles à l'effort.

## Utilisations

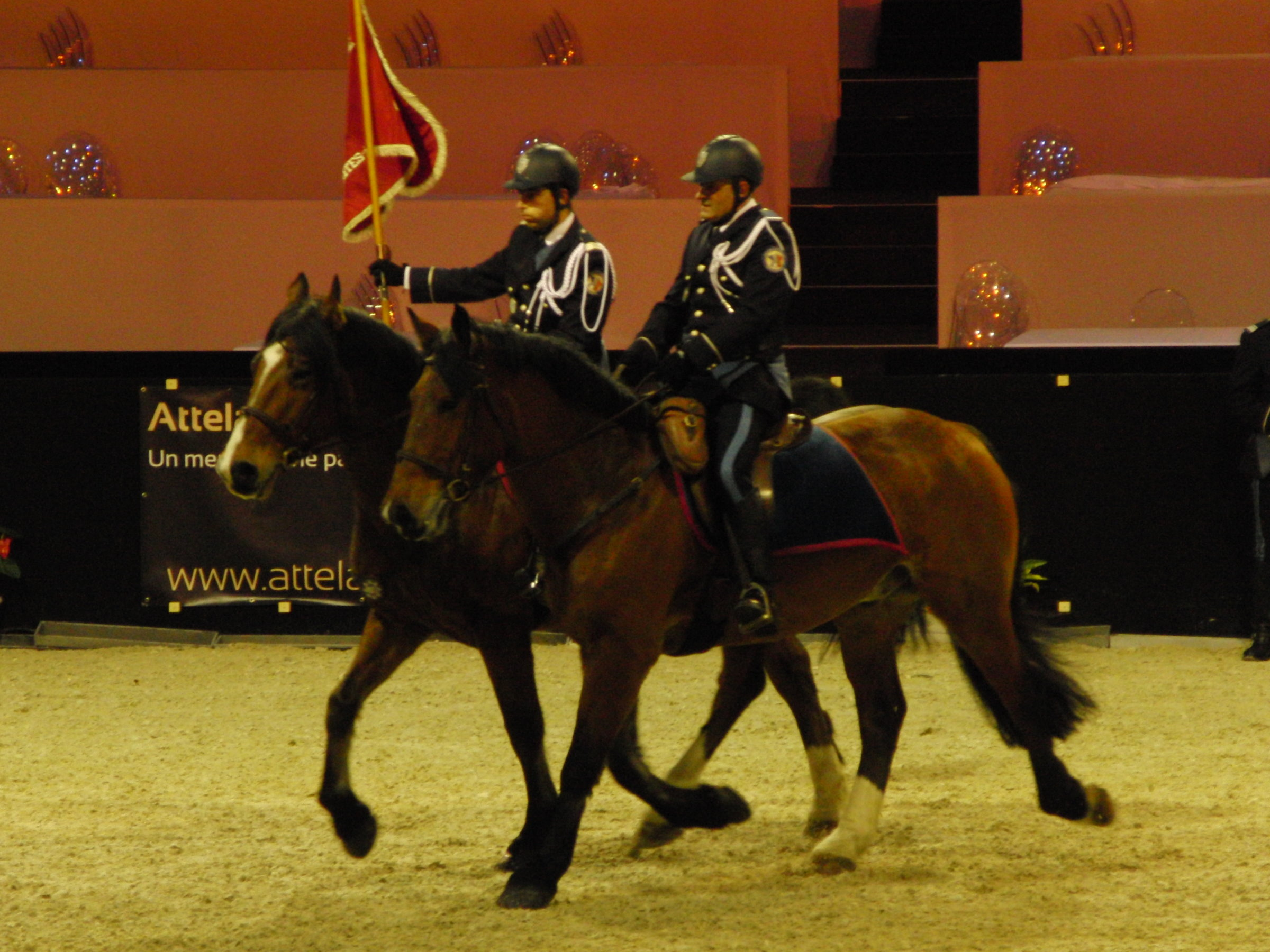
Deux cobs normands montés par la police nationale au salon du cheval de Paris en 2009.

Cheval dit « à deux fins », le Cob normand était autrefois utilisé selon les besoins de l'exploitation. Il passait ainsi des travaux agricoles et autres petits travaux fermiers à l'attelage en fonction des saisons et de la semaine,,. Cheval d'attelage rapide, il fut aussi utilisé dans l'artillerie et pour les liaisons postales : capable de tracter les malles de postes, au trot rapide, sur de mauvaises routes et de longues distances, il avait également l'avantage de rester calme à l'arrêt ou à l'attache des heures durant. Avec la modernisation de l'agriculture et des transports, son utilisation pour le travail est devenue marginale.

### Attelage

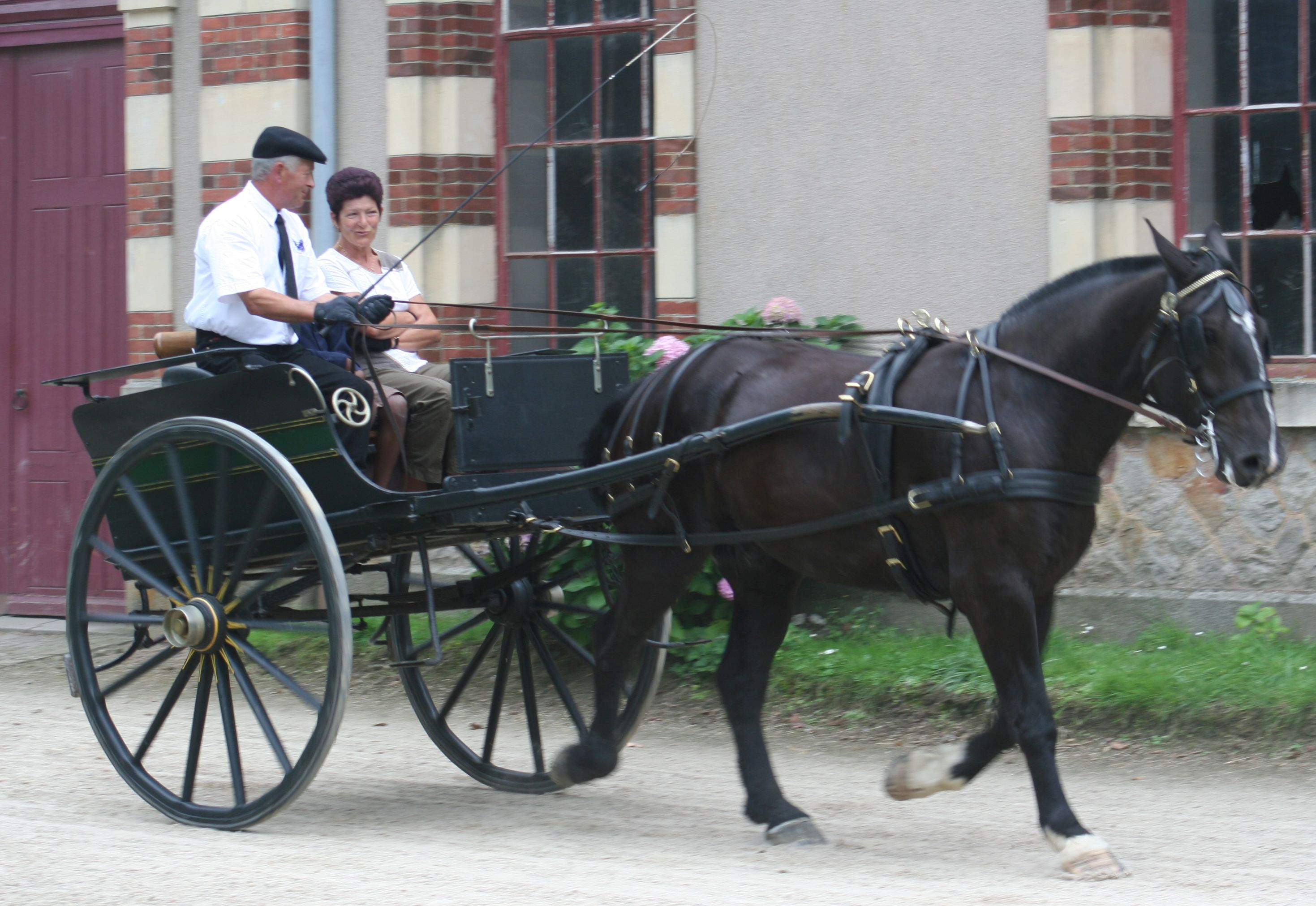
Attelage d'un cob normand au haras national de Saint-Lô.

Il est très recherché pour l'attelage de loisir ou de compétition, qui forme sa discipline de prédilection grâce à son tempérament plutôt bien adapté, quand les chevaux de sang se montrent trop fins et nerveux,, et les chevaux de trait trop froids. En 1997, le règlement des épreuves d'attelage est modifié pour prendre en compte la vitesse d’exécution du parcours, favorisant tous les chevaux de trait légers, Cob normand et mareyeur Boulonnais en particulier. La qualité de ses allures, son courage, sa franchise mais aussi son calme et sa maîtrise technique en font un excellent compétiteur, au point qu'il représente, en 2011, plus d'un tiers des chevaux engagés aux championnats de France de la discipline. De nombreux représentants français de la race sont primés dans cette discipline même au niveau international.
L'année 2005 est particulièrement faste pour la race, qui accumule les titres : Grand Marais est champion de France des chevaux de trait d'attelage à un trait avec le meneur Patrice Bagilet, Kastor des Castilles et Haut du Ponts sont champions de France des chevaux de trait d'attelage en paire avec le meneur Eric Debuigny, enfin Lilas Duval et Kajoline de la Scye, Leontine Chaussoniere, et Kalla 3 sont champions de France des chevaux de trait en attelage à quatre avec le meneur Bernard Pouvreau.

### Autres utilisations

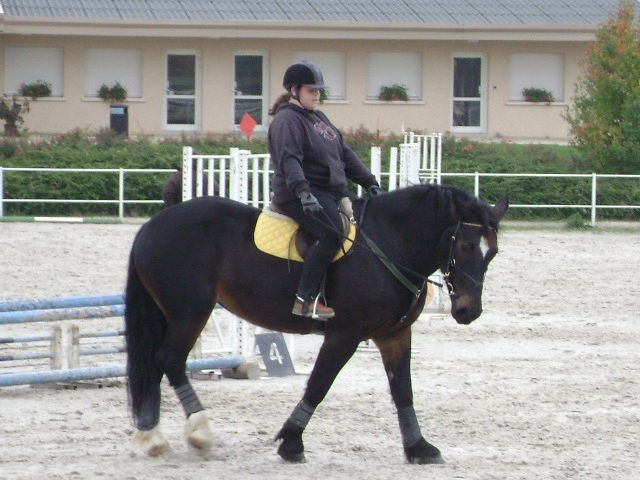
Jument Cob normand montée…

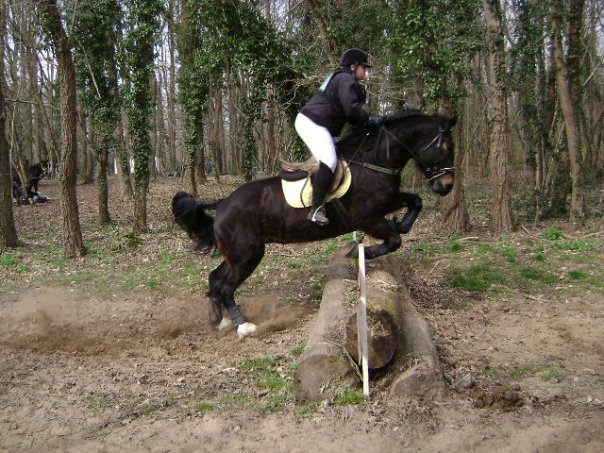
…et pratiquant le concours complet d'équitation.

Il est également très agréable sous la selle et s'adapte à la majorité des disciplines équestres. Il est particulièrement bien adapté à la voltige et constitue, de plus, une alternative intéressante pour les cavaliers âgés ou nerveux, qui apprécient sa gentillesse, et pour les cavaliers corpulents, grâce à ses capacités de portage. La brigade de police des Hauts-de-Seine s'est, par exemple, montrée intéressée par l'achat de hongres de bonne taille, débourrés sous la selle. Les modèles plus légers peuvent être montés en chasse à courre.
Il continue à être utilisé en croisement avec le Pur Sang pour donner des chevaux de selle de qualité, à 25 ou 50 % de sang Cob.
Marc Hermelin, un cavalier familier du haras national de Rodez, s'est pris de passion pour le Cob normand après s'être intéressé à l'éthologie équine. En plus de Rodez, il donne des spectacles avec ses chevaux au jumping de Combelles, à la foire exposition de Villefranche et dans les Pyrénées,.
Enfin, une partie des chevaux sont élevés à destination du marché de la viande. Le cob normand présente l'avantage d'avoir une carcasse plus légère à manipuler que celle d'un cheval de trait et plus rentable que celle d'un cheval de sang, tout en ayant, du fait de ses origines, une viande assez proche, par sa saveur et son aspect, de celle du Pur Sang.

## Diffusion de l'élevage

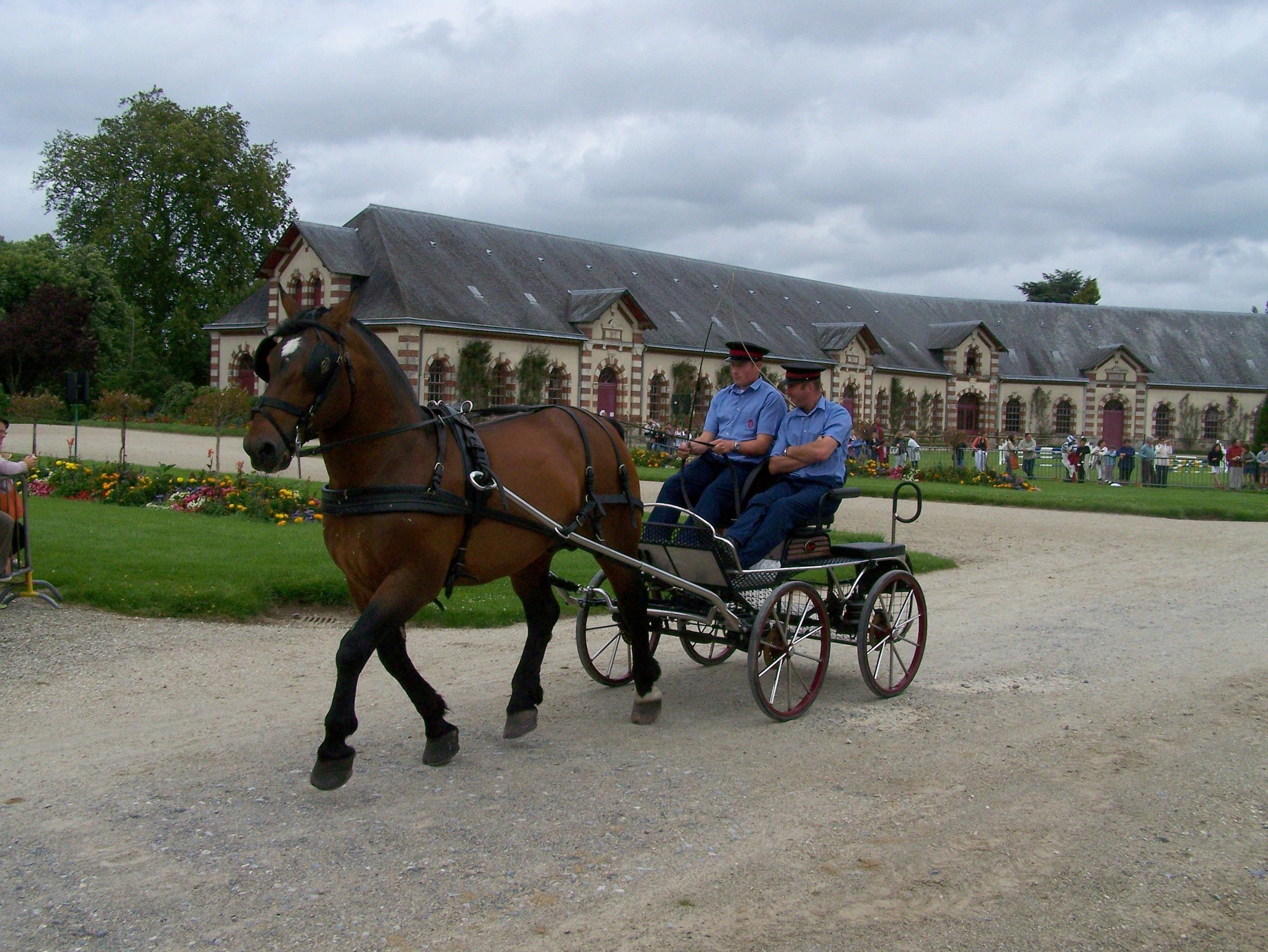
Le haras national de Saint-Lô est l'un des centres d'élevage de la race.

En 2010, le Cob normand est considéré par la FAO comme une race locale à diffusion transfrontière, qui n'est pas menacée d'extinction. En 2023, il est considéré par l'Institut national de recherche pour l'agriculture, l'alimentation et l'environnement (INRAE) comme une race chevaline française menacée d'extinction.
En France, il est principalement présent dans les départements de la Manche, du Calvados et de l'Orne,, qui forment le berceau de la race. La région de Saint-Lô, première dans la production de ces chevaux, représente ainsi 35 % des naissances,. Des foires aux chevaux ont lieu à Lessay et Gavray, dans la Manche. Le haras national de Saint-Lô s'investit pour la sauvegarde et le développement de la race, et organise chaque année le concours national de ces chevaux, ainsi que des manifestations pour les présenter au public, dans le cadre du Normandie Horse Show notamment,. Le Cob normand se développe aussi autour du Haras de la Vendée, qui représente 25 % des naissances, et du Haras du Pin. On trouve également des chevaux dans le Massif central. En 2013, on compte 201 éleveurs pour l'ensemble du territoire.
| Année                          | 1992 | 1996 | 2000 | 2004 | 2005 | 2006 | 2007 | 2008 | 2009 | 2010 | 2011 | 2012 | 2013 |
| ------------------------------ | ---- | ---- | ---- | ---- | ---- | ---- | ---- | ---- | ---- | ---- | ---- | ---- | ---- |
| Nombre de poulinages en France | 385  | 504  | 585  | 519  | 526  | 529  | 491  | 479  | 490  | 465  | 327  | 261  | 240  |

L'effectif de Cobs normands est considéré comme relativement stable, même si depuis 2011 une forte baisse des naissances est constatée. On compte 240 immatriculations enregistrées en 2013, contre 529 en 2006. 411 juments Cob normand ont été saillies en 2013 dont 375 pour produire du cob normand cette même année. 41 étalons sont en activité sur le territoire.
Il est présent chaque année au salon du cheval de Paris et au salon de l'agriculture, qui sert de vitrine pour la race. Le Cob normand commence à s'exporter, en particulier vers la Belgique, car il y plaît en race pure. Il est aussi utilisé en croisement pour produire de l'Ardennais belge, afin de transmettre ses qualités d’allures naturelles. En 2002, le marché de l'export concerne une quinzaine de chevaux chaque année : outre la Belgique, ils partent en Allemagne, en Suisse et en Italie pour l'attelage de loisir, le débardage et l'élevage.